# Élections législatives de 2017 dans le Lot
Les élections législatives françaises de 2017 se déroulent les 11 et 18 juin 2017. Dans le département du Lot, deux députés sont à élire dans le cadre de deux circonscriptions.

## Élus
| Circonscription                                 | Député sortant   | Parti | Parti | Député élu ou réélu | Parti | Parti |
| ----------------------------------------------- | ---------------- | ----- | ----- | ------------------- | ----- | ----- |
| 1re                                             | Dominique Orliac |       | PRG   | Aurélien Pradié     |       | LR    |
| 2e                                              | Jean Launay*     |       | PS    | Huguette Tiegna     |       | LREM  |
| * député sortant ne se représentant pas en 2017 |                  |       |       |                     |       |       |

## Rappel des résultats départementaux des élections de 2012
| Parti          | Parti                             | Premier tour | Premier tour | Second tour | Second tour | Sièges |  |
| Parti          | Parti                             | Voix         | %            | Voix        | %           | Sièges |  |
| -------------- | --------------------------------- | ------------ | ------------ | ----------- | ----------- | ------ |  |
|                | Parti socialiste                  | 21 824       | 25,36        |             |             | 1      |  |
|                | Parti radical de gauche           | 18 560       | 21,57        | 25 846      | 59,85       | 1      |  |
|                | Europe Écologie Les Verts         | 3 546        | 4,12         |             |             | 0      |  |
|                | Divers gauche dont MRC            | 655          | 0,76         | 0           |             |        |  |
|                | Majorité présidentielle           | 44 585       | 51,82        | 25 846      | 59,85       | 2      |  |
|                |                                   |              |              |             |             |        |  |
|                | Union pour un mouvement populaire | 11 320       | 13,16        | 17 342      | 40,15       | 0      |  |
|                | Parti radical                     | 8 449        | 9,82         |             |             | 0      |  |
|                | Alliance centriste                | 2 908        | 3,38         | 0           |             |        |  |
|                | Divers droite dont DLR et PCD     | 594          | 0,69         | 0           |             |        |  |
|                | Droite parlementaire              | 23 271       | 27,05        | 17 342      | 40,15       | 0      |  |
|                |                                   |              |              |             |             |        |  |
|                | Front de gauche                   | 7 592        | 8,82         |             |             | 0      |  |
|                | Front national                    | 6 951        | 8,08         | 0           |             |        |  |
|                | Mouvement démocrate               | 2 354        | 2,74         | 0           |             |        |  |
|                | Extrême gauche dont LO et NPA     | 959          | 1,11         | 0           |             |        |  |
|                | Divers écologiste dont AÉI        | 333          | 0,39         | 0           |             |        |  |
|                |                                   |              |              |             |             |        |  |
| Inscrits       | Inscrits                          | 135 183      | 100,00       | 70 188      | 100,00      | 2      |  |
| Abstentions    | Abstentions                       | 47 184       | 34,9         | 25 161      | 35,85       |        |  |
| Votants        | Votants                           | 87 999       | 65,1         | 45 027      | 64,15       |        |  |
| Blancs et nuls | Blancs et nuls                    | 1 954        | 2,22         | 1 839       | 4,08        |        |  |
| Exprimés       | Exprimés                          | 86 045       | 97,78        | 43 188      | 95,92       |        |  |

## Résultats

### Résultats à l'échelle du département
|                                         |                                      |                           |                           |                          |                          |  |
|                                         |                                      | Premier tour 11 juin 2017 | Premier tour 11 juin 2017 | Second tour 18 juin 2017 | Second tour 18 juin 2017 |  |
|                                         |                                      |                           |                           |                          |                          |  |
|                                         |                                      | Nombre                    | % des inscrits            | Nombre                   | % des inscrits           |  |
| Inscrits                                | Inscrits                             | 136 169                   | 100,00                    | 136 150                  | 100,00                   |  |
| Abstentions                             | Abstentions                          | 56 615                    | 41,58                     | 64 892                   | 47,66                    |  |
| Votants                                 | Votants                              | 79 554                    | 58,42                     | 71 258                   | 52,34                    |  |
|                                         |                                      |                           | % des votants             |                          | % des votants            |  |
| Bulletins blancs                        | Bulletins blancs                     | 1 172                     | 1,47                      | 6 273                    | 8,80                     |  |
| Bulletins nuls                          | Bulletins nuls                       | 809                       | 1,02                      | 3 093                    | 4,34                     |  |
| Suffrages exprimés                      | Suffrages exprimés                   | 77 573                    | 97,51                     | 61 892                   | 86,86                    |  |
|                                         |                                      |                           |                           |                          |                          |  |
| Étiquette politique                     | Étiquette politique                  | Voix                      | % des exprimés            | Voix                     | % des exprimés           |  |
|                                         |                                      |                           |                           |                          |                          |  |
|                                         | La République en marche              | 24 758                    | 31,92                     | 31 501                   | 50,90                    |  |
|                                         | La France insoumise                  | 11 571                    | 14,92                     |                          |                          |  |
|                                         | Les Républicains                     | 11 253                    | 14,51                     | 16 358                   | 26,43                    |  |
|                                         | Parti socialiste                     | 7 116                     | 9,17                      | 14 033                   | 22,67                    |  |
|                                         | Front national                       | 6 785                     | 8,75                      |                          |                          |  |
|                                         | Parti radical de gauche              | 4 930                     | 6,36                      |                          |                          |  |
|                                         | Écologiste                           | 3 923                     | 5,06                      |                          |                          |  |
|                                         | Union des démocrates et indépendants | 3 630                     | 4,68                      |                          |                          |  |
|                                         | Parti communiste français            | 1 914                     | 2,47                      |                          |                          |  |
|                                         | Divers                               | 831                       | 1,07                      |                          |                          |  |
|                                         | Debout la France                     | 447                       | 0,58                      |                          |                          |  |
|                                         | Extrême gauche                       | 415                       | 0,53                      |                          |                          |  |
| Source : Ministère de l'Intérieur - Lot |                                      |                           |                           |                          |                          |  |

### Résultats par circonscription

#### Première circonscription
Député sortant : Dominique Orliac (Parti radical de gauche).
|                                                                     |                                                                                |                           |                           |                          |                          |
|                                                                     |                                                                                | Premier tour 11 juin 2017 | Premier tour 11 juin 2017 | Second tour 18 juin 2017 | Second tour 18 juin 2017 |
|                                                                     |                                                                                |                           |                           |                          |                          |
|                                                                     |                                                                                | Nombre                    | % des inscrits            | Nombre                   | % des inscrits           |
| Inscrits                                                            | Inscrits                                                                       | 70 806                    | 100,00                    | 70 805                   | 100,00                   |
| Abstentions                                                         | Abstentions                                                                    | 29 686                    | 41,93                     | 33 979                   | 47,99                    |
| Votants                                                             | Votants                                                                        | 41 120                    | 58,07                     | 36 826                   | 52,01                    |
|                                                                     |                                                                                |                           | % des votants             |                          | % des votants            |
| Bulletins blancs                                                    | Bulletins blancs                                                               | 550                       | 1,34                      | 2 962                    | 8,04                     |
| Bulletins nuls                                                      | Bulletins nuls                                                                 | 276                       | 0,67                      | 1 990                    | 5,40                     |
| Suffrages exprimés                                                  | Suffrages exprimés                                                             | 40 294                    | 97,99                     | 31 874                   | 86,55                    |
|                                                                     |                                                                                |                           |                           |                          |                          |
| Candidat Étiquette politique (partis et alliances)                  | Candidat Étiquette politique (partis et alliances)                             | Voix                      | % des exprimés            | Voix                     | % des exprimés           |
|                                                                     |                                                                                |                           |                           |                          |                          |
|                                                                     | Sébastien Maurel La République en marche                                       | 11 552                    | 28,67                     | 15 516                   | 48,68                    |
|                                                                     | Aurélien Pradié Les Républicains (Union des démocrates et indépendants)        | 9 929                     | 24,64                     | 16 358                   | 51,32                    |
|                                                                     | Isabelle Eymes La France insoumise                                             | 5 813                     | 14,43                     |                          |                          |
|                                                                     | Dominique Orliac (députée sortante) Parti radical de gauche (Parti socialiste) | 4 930                     | 12,24                     |                          |                          |
|                                                                     | Emmanuel Crenne Front national                                                 | 3 629                     | 9,01                      |                          |                          |
|                                                                     | Mathieu Ebbesen-Goudin Europe Écologie Les Verts                               | 2 563                     | 6,36                      |                          |                          |
|                                                                     | Fanny Beggiato Parti communiste français                                       | 1 022                     | 2,54                      |                          |                          |
|                                                                     | Isabelle Duprat Debout la France                                               | 447                       | 1,11                      |                          |                          |
|                                                                     | Ghislain Domenech Lutte ouvrière                                               | 211                       | 0,52                      |                          |                          |
|                                                                     | William Rineau Divers (Union populaire républicaine)                           | 198                       | 0,49                      |                          |                          |
| Source : Ministère de l'Intérieur - Première circonscription du Lot |                                                                                |                           |                           |                          |                          |

#### Deuxième circonscription
Député sortant : Jean Launay (Parti socialiste).
|                                                                     |                                                                        |                           |                           |                          |                          |
|                                                                     |                                                                        | Premier tour 11 juin 2017 | Premier tour 11 juin 2017 | Second tour 18 juin 2017 | Second tour 18 juin 2017 |
|                                                                     |                                                                        |                           |                           |                          |                          |
|                                                                     |                                                                        | Nombre                    | % des inscrits            | Nombre                   | % des inscrits           |
| Inscrits                                                            | Inscrits                                                               | 65 363                    | 100,00                    | 65 345                   | 100,00                   |
| Abstentions                                                         | Abstentions                                                            | 26 949                    | 41,23                     | 30 913                   | 47,31                    |
| Votants                                                             | Votants                                                                | 38 414                    | 58,77                     | 34 432                   | 52,69                    |
|                                                                     |                                                                        |                           | % des votants             |                          | % des votants            |
| Bulletins blancs                                                    | Bulletins blancs                                                       | 707                       | 1,84                      | 2 632                    | 7,64                     |
| Bulletins nuls                                                      | Bulletins nuls                                                         | 427                       | 1,11                      | 1 782                    | 5,18                     |
| Suffrages exprimés                                                  | Suffrages exprimés                                                     | 37 280                    | 97,05                     | 30 018                   | 87,18                    |
|                                                                     |                                                                        |                           |                           |                          |                          |
| Candidat Étiquette politique (partis et alliances)                  | Candidat Étiquette politique (partis et alliances)                     | Voix                      | % des exprimés            | Voix                     | % des exprimés           |
|                                                                     |                                                                        |                           |                           |                          |                          |
|                                                                     | Huguette Tiegna La République en marche                                | 13 206                    | 35,42                     | 15 985                   | 53,25                    |
|                                                                     | Vincent Labarthe Parti socialiste                                      | 7 116                     | 19,09                     | 14 033                   | 46,75                    |
|                                                                     | Pierre Dufour La France insoumise                                      | 5 758                     | 15,45                     |                          |                          |
|                                                                     | Antoine Loredo Union des démocrates et indépendants (Les Républicains) | 3 630                     | 9,74                      |                          |                          |
|                                                                     | Virginie Castagnol Front national                                      | 3 156                     | 8,47                      |                          |                          |
|                                                                     | Florence Rouch Europe Écologie Les Verts                               | 1 360                     | 3,65                      |                          |                          |
|                                                                     | Roland Hureaux Les Républicains                                        | 1 325                     | 3,55                      |                          |                          |
|                                                                     | Christian Ribeyrotte Parti communiste français                         | 892                       | 2,39                      |                          |                          |
|                                                                     | Marie-Rose Bonneval Divers (Parti du vote blanc)                       | 342                       | 0,92                      |                          |                          |
|                                                                     | Nathalie Moquet Divers (Union populaire républicaine)                  | 291                       | 0,78                      |                          |                          |
|                                                                     | Jean-Marc Isnard Lutte ouvrière                                        | 204                       | 0,55                      |                          |                          |
| Source : Ministère de l'Intérieur - Deuxième circonscription du Lot |                                                                        |                           |                           |                          |                          |